# Каракол (Онгудайський район)
Каракол (рос. Каракол) — село Онгудайського району, Республіка Алтай Росії. Входить до складу Каракольського сільського поселення.
Населення — 430 осіб (2015 рік).